# João Geraldo
João Pedro Ferreiro Geraldo (* 29. September 1995 in Mirandela) ist ein portugiesischer Tischtennis-Nationalspieler. Er ist Portugiesischer Meister des Jahres 2015.

## Internationale Erfolge und Portugiesische Meisterschaft 2015
Zusammen mit Tiago Apolónia, Diogo Chen, Marcos Freitas und João Monteiro gewann Geraldo bei der Tischtennis-Europameisterschaft 2014 im heimischen Lissabon die Goldmedaille im Mannschaftswettbewerb. Dabei kam er im Endspiel, das Portugal 3:1 gegen Deutschland gewann, nicht zum Einsatz.
Bei den Europaspielen 2015 in Baku gewann er im Juni mit der portugiesischen Mannschaft ebenfalls Gold, und zwar besiegte Portugal im Endspiel in der Besetzung Apolónia, Freitas und Geraldo Frankreich mit 3:1. Nach Siegen seiner beiden bekannteren Kollegen sicherte Geraldo Gold, als er den Franzosen Adrien Mattenet bezwang.
Zuvor wurde Geraldo im März 2015 in seiner Heimat erstmals Nationaler Portugiesischer Meister im Einzel. Dabei besiegte er im Endspiel Landsmann Diogo Chen in 4:2 Sätzen (11:4, 8:11, 11:9, 8:11, 12:10, 11:5).

## Vereine
Bei seinem Wechsel 2015 zum Bundesligaaufsteiger ASV Grünwettersbach ersetzte er den Norweger Geir Erlandsen. Zuvor hatte er sich nach einer Station bei der Spvgg. Hilpoltstein Ottenau dem Ligakonkurrenten und ebenfalls Zweitligisten des TSV Bad Königshofen angeschlossen. Ein Grund für seinen Wechsel von seinem Heimatverein Clube de Ténis de Mesa de Mirandela nach Deutschland in jugendlichem Alter war die Hoffnung auf die Verbesserung seiner Spielstärke und die Teilnahme an den Olympischen Sommerspielen 2016 in Rio. 2016 wurde sein Wechsel nach Ochsenhausen bekannt gegeben, von wo aus er 2018 nach Frankreich zu Vaillante Angers wechselte.